# Katzenelnbogen
Katzenelnbogen ist eine Stadt im Rhein-Lahn-Kreis in Rheinland-Pfalz. Sie ist Verwaltungssitz der Verbandsgemeinde Aar-Einrich, der sie auch angehört. Katzenelnbogen ist gemäß Landesplanung als Grundzentrum ausgewiesen.

## Lage und Geographie
Die Stadt Katzenelnbogen liegt im Nordosten von Rheinland-Pfalz im Einrich, einem zwischen 250 und 450 Meter hohen nordwestlichen Teil des Taunus. Durch Katzenelnbogen verläuft die südöstliche Grenze des Naturparks Nassau.
Zu Katzenelnbogen gehören auch die Wohnplätze Gut Margaretenhof, Gewerkschaft Hibernia, Höfe am Michert, Itzhäusermühle, Moorenmühle und Talhof.
Der alte Kernort liegt im Tal des Dörsbaches auf 280 m ü. NHN und zieht sich bis auf 300 m den Katzenelnbogener Burgberg hoch. Neuere Bebauung aus der zweiten Hälfte des 20. Jahrhunderts erstreckt sich auf den unmittelbar umliegenden Höhen, daran schließen sich landwirtschaftliche Flächen und Wald an. Die nähere Umgebung steigt im Süden bis auf 400 m, während die Landschaft im Norden mit 300 bis 350 m eine Hochfläche mit Talmulden bildet.

### Klima
Der Jahresniederschlag beträgt 697 mm.

### Nachbargemeinden
Die Stadt grenzt im Norden unmittelbar an den Ort Klingelbach an. Eine weitere Nachbargemeinde ist Allendorf, die etwa einen Kilometer entfernt im Osten liegt. Das nächste Mittelzentrum ist die nordöstlich gelegene Stadt Diez.

## Geschichte

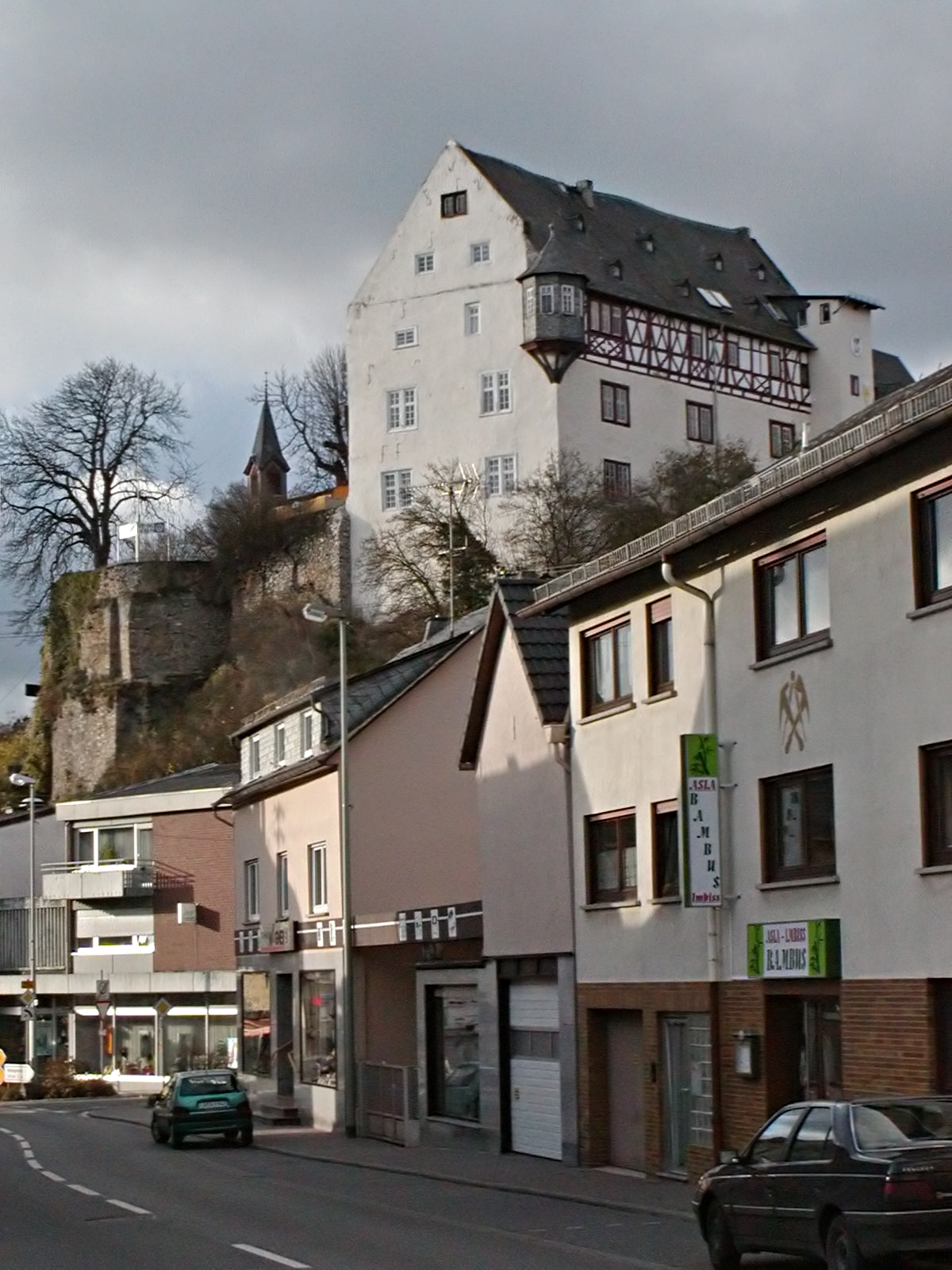
Burg Katzenelnbogen im November 2004

Die Burg Katzenelnbogen wurde um 1095 auf Bleidenstädter Vogteigut erbaut. Auf dasselbe Jahr datiert auch die urkundliche Ersterwähnung des Ortes. Nach der Burg benannte sich seit etwa 1138 ein Grafengeschlecht, das mit den Staufern zur damaligen Zeit in verwandtschaftlicher Verbindung stand. Während des Interregnums erwarb es bedeutende Ländereien. Um das Jahr 1260 teilten die Brüder Diether und Eberhard die Grafschaft unter sich auf, die sich erst um 1402 wieder vereinigte und dann ein Gebiet vom Odenwald bis zur unteren Lahn beherrschte, allerdings in zwei Teile getrennt, die sogenannte Niedergrafschaft um Katzenelnbogen und St. Goar und die sogenannte Obergrafschaft im Rhein-Main-Dreieck um Darmstadt. Zur Ersteren gehörten Orte wie Braubach, zur Letzteren Rüsselsheim, Groß-Gerau und Zwingenberg.
Eine bedeutende Einnahmequelle verschaffte sich das Haus durch Zölle auf Schiffe, die den Rhein befuhren, sowie in dem von ihm begründeten Darmstadt an der Bergstraße, einer Handelsstraße, die von Heidelberg nach Frankfurt am Main führte. Dies machte sie zu einer der reichsten Grafschaften des Heiligen Römischen Reiches Deutscher Nation.
Die Grafen von Katzenelnbogen spielten eine bedeutende Rolle und sollen über einen der größten Silberhorte in Deutschland verfügt haben, den sie politisch geschickt zum Vergeben von Darlehen an andere Geschlechter nutzten und damit ihren Einfluss sicherten. Das Haus stellte unter anderem Bischöfe in Münster und Osnabrück, mit Diether von Katzenelnbogen gegen Ende des 12. Jahrhunderts einen Kanzler des Reiches und eine Königsmutter von Adolf von Nassau. Diether VI. von Katzenelnbogen erhielt für seine Verdienste am 19. Juli 1312 von Kaiser Heinrich VII. die Stadtrechte für Katzenelnbogen zugesprochen. Nachdem 1330 Darmstadt zur Stadt erhoben wurde, verlegten die Grafen von Katzenelnbogen ihren ständigen Herrschaftssitz dorthin. Die weitere Entwicklung der Stadt Katzenelnbogen stagnierte daraufhin.
1479 starb das Grafengeschlecht in der männlichen Linie aus. Sein Besitz fiel, nach größeren Erbstreitigkeiten mit Nassau, 1557 endgültig an die Landgrafschaft Hessen. Hier wiederum fielen die südlich gelegenen Teile später an die Landgrafschaft Hessen-Darmstadt, die nördlichen an Hessen-Kassel. Von 1798 bis 1814 gehörten die westlich des Rheins liegenden Teile der Grafschaft Katzenelnbogen (Rheinfels, St. Goar und Pfalzfeld) zur Frankreich. Der kurhessische Teil fiel 1815 an das Herzogtum Nassau. Nach dem Preußisch-Österreichischen Krieg kam Katzenelnbogen 1866 zur preußischen Provinz Hessen-Nassau. Im Rahmen der preußischen Gemeindereform verlor Katzenelnbogen seine Stadtrechte. Der König der Niederlande trägt neben seiner weiteren Titel auch den eines Grafen von Katzenelnbogen.
Die einsetzende Industrialisierung Deutschlands nach 1850 brachte auch für die Bewohner Katzenelnbogens eine allmähliche Verbesserung der Lebenssituation, insbesondere durch den erstarkten Bergbau auf Eisenerze, siehe Grube Zollhaus. Der Ort blieb jedoch bis zum Zweiten Weltkrieg überwiegend von der Landwirtschaft geprägt. Dies änderte sich erst in den 1950er-Jahren mit der Entstehung neuer Arbeitsplätze insbesondere in den benachbarten großstädtischen Zentren im Rahmen des Wirtschaftswunders.
1946 wurde das Land Rheinland-Pfalz gebildet. Zur 650-Jahr-Feier der Stadtrechtsverleihung im Jahr 1962 bekam Katzenelnbogen erneut die Stadtrechte zugesprochen. 1972 kam es im Zuge der rheinland-pfälzischen „Funktional- und Gebietsreform“ zur Bildung der Verbandsgemeinde Katzenelnbogen, deren Verwaltungssitz die Stadt Katzenelnbogen war und die dann 2019 in der Verbandsgemeinde Aar-Einrich aufging.

### Etymologie

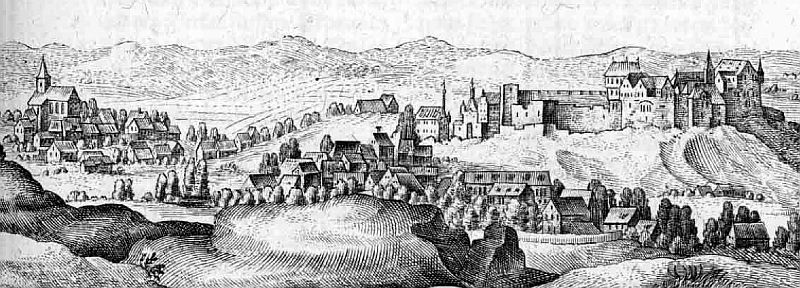
Katzenelnbogen – Auszug aus der Topographia Hassiae von Matthäus Merian 1655

Die Herkunft des Namens „Katzenelnbogen“ ist nicht endgültig geklärt.
Er könnte auf die lateinische Bezeichnung Cattimelibocus zurückgehen. Catti oder Chatti geht auf das germanische Volk der Chatten zurück, während Melibocus Berg oder Gebirge bedeutet. In unmittelbarer Umgebung Katzenelnbogens finden sich mehrere Hügelgräberfelder, die von einer frühen Besiedelung zeugen. Diese Deutung wurde jedoch 1783 von dem Historiker Helfrich Bernhard Wenck als unhaltbar eingeordnet.
1952 untermauerte Karl E. Demandt die Deutung von Adolf Bach (1927) und Wilhelm Kapsers (1937), dass der Name mit „kleine/gewinkelte (Bach-)krümmung“ übersetzt werden sollte; hierbei wird die ähnliche Bedeutung von Krümmung und Ellenbogen ausgenutzt, so ähnlich wie bei anderen geographischen Objekten das Knie im Sinne einer Krümmung verwendet wird.
Der Begriff „Katzenelnbogen“ taucht erst unter den Grafen auf.

### Bevölkerungsentwicklung
Die Entwicklung der Einwohnerzahl von Katzenelnbogen, die Werte von 1871 bis 1987 beruhen auf Volkszählungen:
| Katzenelnbogen: Einwohnerzahlen von 1815 bis 2024  | Katzenelnbogen: Einwohnerzahlen von 1815 bis 2024 | Katzenelnbogen: Einwohnerzahlen von 1815 bis 2024 | Katzenelnbogen: Einwohnerzahlen von 1815 bis 2024 | Katzenelnbogen: Einwohnerzahlen von 1815 bis 2024 |
| -------------------------------------------------- | ------------------------------------------------- | ------------------------------------------------- | ------------------------------------------------- | ------------------------------------------------- |
| Jahr                                               |                                                   |                                                   |                                                   | Einwohner                                         |
| 1815                                               | 1815                                              |                                                   | 667                                               | 667                                               |
| 1835                                               | 1835                                              |                                                   | 902                                               | 902                                               |
| 1871                                               | 1871                                              |                                                   | 1.096                                             | 1.096                                             |
| 1905                                               | 1905                                              |                                                   | 1.116                                             | 1.116                                             |
| 1939                                               | 1939                                              |                                                   | 1.122                                             | 1.122                                             |
| 1950                                               | 1950                                              |                                                   | 1.410                                             | 1.410                                             |
| 1961                                               | 1961                                              |                                                   | 1.513                                             | 1.513                                             |
| 1970                                               | 1970                                              |                                                   | 1.636                                             | 1.636                                             |
| 1987                                               | 1987                                              |                                                   | 1.602                                             | 1.602                                             |
| 1997                                               | 1997                                              |                                                   | 2.075                                             | 2.075                                             |
| 2005                                               | 2005                                              |                                                   | 2.170                                             | 2.170                                             |
| 2017                                               | 2017                                              |                                                   | 2.228                                             | 2.228                                             |
| 2022                                               | 2022                                              |                                                   | 2.261                                             | 2.261                                             |
| 2024                                               | 2024                                              |                                                   | 2.287                                             | 2.287                                             |
| Quelle(n): Statistisches Landesamt Rheinland-Pfalz |                                                   |                                                   |                                                   |                                                   |

## Politik

### Stadtrat
Der Stadtrat in Katzenelnbogen besteht aus 16 Ratsmitgliedern, die bei der Kommunalwahl am 9. Juni 2024 in einer personalisierten Verhältniswahl gewählt wurden, und der ehrenamtlichen Stadtbürgermeisterin als Vorsitzender.
Die Sitzverteilung im Stadtrat:
| Wahl | SPD | CDU | FWG * | Gesamt   |
| ---- | --- | --- | ----- | -------- |
| 2024 | 4   | 4   | 8     | 16 Sitze |
| 2019 | 5   | 5   | 6     | 16 Sitze |
| 2014 | 5   | 7   | 4     | 16 Sitze |
| 2009 | 6   | 6   | 4     | 16 Sitze |
| 2004 | 6   | 7   | 3     | 16 Sitze |

### Bürgermeister
Stadtbürgermeisterin von Katzenelnbogen ist Petra Popp (FWG). Bei der Direktwahl am 26. Mai 2019 wurde sie mit einem Stimmenanteil von 84,20 % gewählt und damit Nachfolgerin von Horst Klöppel (CDU), der nicht erneut angetreten war. Bei der Direktwahl am 9. Juni 2024 wurde sie bei einer Wahlbeteiligung von 57,9 % ohne Gegenkandidat mit 67,7 % der Stimmen in ihrem Amt bestätigt.

### Städtepartnerschaft
Katzenelnbogen unterhält seit 1990 eine Städtepartnerschaft mit der französischen Stadt Serres (Hautes-Alpes).

## Kultur und Sehenswürdigkeiten

### Bauwerke
Die Burg Katzenelnbogen stammt aus dem 11. Jahrhundert. Erhalten sind die Mauer, ein Torturm und das im 16. Jahrhundert erbaute Haupthaus.
Die katholische Kirche St. Petrus wurde 1874/75 im neogotischen Stil errichtet. Markant ist der 1906 gefertigte Hochaltar.
Siehe auch:
- Liste der Kulturdenkmäler in Katzenelnbogen
- Liste der Naturdenkmale in Katzenelnbogen

### Regelmäßige Veranstaltungen
Am vorletzten Wochenende im August findet der vom Einricher Heimatverein ausgerichtete Bartholomäusmarkt statt. Er geht auf einen nach der Stadtgründung 1312 eingeführten Markt zurück, der sich im Laufe der Zeit vom Wochenmarkt zum Jahrmarkt wandelte.
Seit 2007 finden am ersten Wochenende im Juni die Katzenelnbogener Ritterspiele statt, inspiriert von dem historischen Ringestechen, das auf einer alten Ansicht Katzenelnbogens zu sehen ist.

## Wirtschaft
Die Stadt Katzenelnbogen ist als Marktflecken die zentrale Einkaufsmöglichkeit für die umliegenden Orte im Einrich. Weitere Einnahmequellen der Stadt sind der Tourismus, zwei Seniorenheime und eine Fachklinik für Psychiatrie und Psychotherapie. Diese ist mit ihrem überregionalen Einzugsgebiet und ihren ca. 3.000 Patienten (ca. 750 stationär und 2.300 ambulant) pro Jahr größter Arbeitgeber der Stadt.

## Verkehr
Katzenelnbogen liegt abseits größerer Verkehrswege. Angebunden ist der Ort über die B 274 an St. Goarshausen sowie an die B 54 bei Zollhaus im Aartal. Die Landesstraße 318 führt über Diez zur B 54 nach Limburg. Buslinien der Firma Martin Becker, der Deutschen Bahn und der Nassauischen Verkehrs-GmbH verbinden Katzenelnbogen mehrmals am Tag mit Wiesbaden, St. Goarshausen und Limburg. Bis in die 1950er Jahre war Katzenelnbogen über die Nassauische Kleinbahn an das Schienennetz angebunden.

## Söhne und Töchter der Stadt
- Meir Katzenellenbogen (1482–1565), Talmudgelehrter, Rabbi von Padua und Venedig
- Wilhelm Jakob Hertling (1849–1926), Landschaftsmaler und Zeichner
- Wilhelm Kratz (1874–1955), römisch-katholischer Theologe und Jesuit
- Stefan Römer (* 1960), Künstler, Kunsthistoriker und Professor
- Livia Prüll (* 1961), Medizinerin, Medizinhistorikerin
- Armin Scholl (* 1966), Wirtschaftswissenschaftler, Professor für Betriebswirtschaftliche Entscheidungsanalyse

## Trivia
Aus den 1950er Jahren stammt ein Schlager im Stil des Bossa Nova mit dem Titel Gilli, Gilli Oxenpfeffer Katzenellenbogen in Tirol, der von Bibi Johns und auch von Bully Buhlan gesungen wurde. Jedoch existiert weder in Tirol noch anderswo ein weiterer Ort mit dem Namen Katzenelnbogen oder Katzenellenbogen. Text und Melodie gehen auf ein US-amerikanisches Original zurück, das als scherzhafter Schlager und Kinderlied bekannt ist, von Max Bygraves gesungen wurde und von Al Hoffman und Dick Manning stammt. Teilweise lautet der Text auch „Katzenellenbogen by the sea“ (am Meer), wobei die Aussprache von Katzenellenbogen, z. T. auch als CatchenAllenBogan wiedergegeben, im Amerikanischen ein typisch deutscher Zungenbrecher ist. Da die aus dem Russischen Zarenreich stammenden Autoren des Liedes Juden waren und Yiddisch als Muttersprache gehabt haben sollen, kann eine Verbindung mit dem namhaften, aus Katzenelnbogen stammenden Rabbinergeschlecht Katzenellenbogen angenommen werden. Die Worte Gilli und Oxenpfeffer könnten sich zudem auf den hebräischen Namen Gilead (Kurzform Gilly) und den in der jüdischen Küche verbreiteten Hasenpfeffer beziehen.